# Ronnie Henry
Ronnie Henry (Hemel Hempstead, 2 januari 1984) is een Engelse voetballer, die voor Stevenage Borough speelt. Hij is kleinkind van Ron Henry. Zijn rugnummer is 25 en hij speelt als verdediger.

## Erelijst
- FA Trophy: 2007